# Rikke Sandhøj
Rikke Sandhøj Olsen née le 20 avril 1972 à Glostrup, est une coureuse cycliste professionnelle danoise.

## Palmarès sur route
- 1990
  - 3e du championnat du Danemark sur route
- 1991
  - 3e du GP Skandinavie
- 1994
  -  Championne du Danemark sur route
- 1995
  -  Championne du Danemark sur route
  - 3e du GP Skandinavie
- 1996
  - 2e étape du Tour du Portugal
- 1997
  -  Championne du Danemark sur route
  - 3e du Tour de Nuremberg
  - 9e de la course en ligne des championnats du monde de cyclisme sur route 1997
- 1998
  -  Championne du Danemark sur route
- 1999
  - 1re et 4e étape du Tour de Bretagne
  - 3e du championnat du Danemark sur route
- 2000
  - 1re étape de Ster van Walcheren
  - 3e du GP Skandinavie

## Palmarès sur piste

### Coupe du monde
- 2002
  - 3e du scratch à Moscou

### Championnats nationaux
- 1990
  -  Championne de la vitesse
- 1991
  -  Championne de la vitesse
- 1992
  -  Championne de la vitesse
- 1993
  -  Championne du 500 mètres
  -  Championne de la vitesse
- 1994
  -  Championne du 500 mètres
  -  Championne de la vitesse
  -  Championne de la course aux points
- 1995
  -  Championne de la poursuite
  -  Championne du 500 mètres
  -  Championne de la course aux points
- 1996
  -  Championne de la course aux points
- 1999
  -  Championne de la course aux points
  - 2e du 500 mètres
  - 2e de la poursuite
- 2002
  - 2e de la vitesse
  - 3e de la poursuite